# Bocha nos Jogos Paralímpicos de Verão de 2008
A Boccia nos Jogos Paraolímpicos de Verão de 2008, em Pequim foi disputada entre 7 de Setembro a 12 de Setembro. As competições foram realizadas no Centro de Convenções do Olympic Green, em Pequim, na China.

## Calendário
| Setembro | 6 | 7 | 8 | 9 | 10 | 11 | 12 | 13 | 14 | 15 | 16 | 17 |
| -------- | - | - | - | - | -- | -- | -- | -- | -- | -- | -- | -- |
| Bocha    |   |   |   |   | 4  |    |    | 3  |    |    |    |    |

|  | Dia de competição |  | Dia de final |

## Eventos
Para cada um dos eventos abaixo, as finais são definidas depois de uma ou mais partidas eliminatórias. Após cada classificação para a final ser decidida, a data é definida. Todos os eventos são misturados homens e mulheres, que competem juntos.
- Individuais
  - BC1
  - BC2
  - BC3
  - BC4
- Equipes
  - BC1–2
- Duplas
  - BC3
  - BC4

## Qualificação

### Classe funcional
Jogadores de Bocha são classificados pelo tipo e grau de sua deficiência. O sistema de classificação permite aos jogadores competir contra outros jogadores do mesmo nível de dificuldade. As classificações de Bocha são de BC1 até BC4.

## Quadro de medalhas da modalidade
| Ordem | País                | Medalha de ouro | Medalha de prata | Medalha de bronze |   |
| ----- | ------------------- | --------------- | ---------------- | ----------------- | - |
| 1     | BRA Brasil          | 2               |                  | 1                 | 3 |
| 1     | KOR Coreia do Sul   | 2               |                  | 1                 | 3 |
| 3     | POR Portugal        | 1               | 3                | 1                 | 5 |
| 4     | GBR Grã-Bretanha    | 1               | 1                |                   | 2 |
| 4     | HKG Hong Kong       | 1               | 1                |                   | 2 |
| 6     | ESP Espanha         |                 | 1                | 2                 | 3 |
| 7     | GRE Grécia          |                 | 1                |                   | 1 |
| 8     | CZE República Checa |                 |                  | 1                 | 1 |
| 8     | IRL Irlanda         |                 |                  | 1                 | 1 |

| Evento:                 | Ouro                                                               | Prata                                                                                  | Bronze                                                                                |
| Individual BC1 Detalhes | João Paulo Fernandes POR Portugal                                  | Antonio Marques POR Portugal                                                           | Gabriel Shelly IRL Irlanda                                                            |
| Individual BC2 Detalhes | Hoi Ying Karen Kwok HKG Hong Kong                                  | Nigel Murray GBR Grã-Bretanha                                                          | Manuel Ángel Martín ESP Espanha                                                       |
| Individual BC3 Detalhes | Keon-Woo Park KOR Coreia do Sul                                    | Grigorios Polychronidis GRE Grécia                                                     | Ho-Won Jeong KOR Coreia do Sul                                                        |
| Individual BC4 Detalhes | Dirceu Pinto BRA Brasil                                            | Yuk Wing Leung HKG Hong Kong                                                           | Eliseu Santos BRA Brasil                                                              |
| Equipe BC1-2 Detalhes   | Dan Bentley Nigel Murray Zoe Robinson David Smith GBR Grã-Bretanha | João Paulo Fernandes Fernando Ferreira Cristina Gonçalves Antonio Marques POR Portugal | Francisco Javier Beltrán Pedro Cordero Manuel Ángel Martín José Vaquerizo ESP Espanha |
| Dupla BC3 Detalhes      | Ho-Won Jeong Keon-Woo Park Bo-Mee Shin KOR Coreia do Sul           | Yolanda Martín Santiago Pesquera José Manuel Rodríguez ESP Espanha                     | Armando Costa Mário Peixoto Eunice Raimundo POR Portugal                              |
| Dupla BC4 Detalhes      | Dirceu Pinto Eliseu Santos BRA Brasil                              | Fernando Pereira Bruno Valentim POR Portugal                                           | Ladislav Kratina Radek Prochazka CZE República Checa                                  |